# Neostigmine
Neostigmine is een geneesmiddel dat wordt gegeven na een operatie waarbij spierverslappers gebruikt zijn, ter behandeling van myasthenia gravis, het syndroom van Ogilvie en onvolledige urinelozing, zonder dat sprake is van een blokkade.
Neostigmine komt voor op de lijst van essentiële geneesmiddelen van de WHO, een lijst van effectieve en veilige medicijnen, noodzakelijk in een goed functionerende gezondheidszorg. De kosten per dosis bedragen in ontwikkelingslanden ongeveer $0.18 to $2.6 (prijspeil 2014). De naam van de verbinding is afgeleid uit het Grieks: neos, met de betekenis "nieuw", en "-stigmine", als referentie naar de verbinding waarvan hij is afgeleid, fysostigmine.

## Werking
Neostigmine hoort bij de cholinerge medicijnen. De werking berust op het blokkeren van cholinesterase met een verhoging van de concentratie acetylcholine tot gevolg.

## Toepassingen

### Na een operatie
Antagonist van spierverslapper

Samen met atropine wordt neostigmine toegepast om de werking op te heffen van medicijnen die een neuromusculaire blokkade veroorzaken via het blokkeren van acetylcholinereceptoren. De stof wordt toegediend via een injectie die zowel intramusculair, intraveneus als subcutaan kan zijn. Na injectie is het effect na 30 minuten meestal maximaal; na 4 uren is de stof uitgewerkt.

### Spiertonus
Neostigmine wordt toegediend ter verbetering van de spiertonus van patiënten met myasthenia gravis. Het vindt ook toepassing, na een operatie, als omkeerder van de effecten van een niet-depolariserende spierverslappers zoals rocuronium en vecuronium.

### Syndroom van Ogilvie
Met behulp van neostigmine kunnen de acute verschijnselen van het syndroom van Ogilvie bestreden worden. Hierbij zet de darm op, zonder dat er sprake is van een echte blokkade.

### Bestrijding van Vergiftiging
In sommige gevallen wordt een oplossing van neostigmine intraveneus toegediend om het optreden van effecten door vergiftiging (slangengif) te vertragen. Daarnaast zijn er een aantal veelbelovende studies met een neusspray op dit terrein.

## Bijwerkingen
Algemene bijwerkingen zijn misselijkheid, verhoogde speekselproductie, krampachtige pijn in de buik en trage hartslag. Tot de ernstigere bijwerkingen horen lage bloeddruk, slapte en allergische reacties. Onduidelijk is of het gebruik tijdens de zwangerschap negatieve effecten op de baby heeft.
Neostigmine veroorzaakt een verlaging van de hartslag. Om deze reden wordt het vaak gecombineerd met een parasympathicolyticum zoals atropine of glycopyrolaat.
Neostigmine kan aanleiding geven tot een groot aantal bijwerkingen met betrekking tot de ogen.
Bijwerkingen in het maag-darmkanaal treden vooral op bij orale toediening. Te denken valt daarbij aan gebrek aan eetlust, misselijkheid, overgeven, darmkrampen en diarree.

## Farmacologie
Door de interferentie met de afbraak van acetylcholine, is neostigmine indirect een stimulans voor zowel de nicotinerge- als de muscarinerge acetylcholinereceptoren. In tegenstelling tot fysostigmine heeft neostigmine een quaternair stikstofatoom: het is meer polair en daardoor niet in staat de bloed-hersenbarrière te passeren en het CNS binnen te dringen. De placenta vormt echter geen barrière. Het effect ervan op de skeletspieren is groter dan dat van fysostigmine. Neostigmine heeft een gemiddelde werkingsduur – meestal tussen de twee en vier uur.
Neostigmine bindt zowel aan de anionische plaats als aan de esterplaats in cholinesterase. Op deze manier blokkeert het medicijn effectief het actieve centrum van acetylcholinesterase: het enzym is niet langer in staat acetylcholine af te breken. Deze blijven dus langer beschikbaar voor de receptor. Bij myasthenia gravis zijn er te weiig actieve acetylcholinereceptoren, zodat door de uitgestelde afbraak van acetylcholine deze neurotransmitter toch in staat is een spiercontractie te bewerkstelligen.

## Chemie
Neostigmine, dat opgevat kan worden als een vereenvoudigd derivaat van fysostigmine, wordt gemaakt door 3-(dimethylamino)fenol te laten reageren met dimethylcarbamoylchloride, waarbij het dimethylcarbamaat ontstaat. Het alkyleren met dimethylsulfaat levert vervolgens het gewenste product.

### Spectrale gegevens
Neostigmine heeft opvallende UV/VIS-absorpties bij 261 nm, 267 nm en 225 nm.
Het 1H-NMR-spectrum van neostigmine laat signalen zien bij:
7,8, 7,7, 7,4, 7,4, 3,8 en 3,1 ppm. De signalen tussen 7 en 8 ppm zijn afkomstig van de aromatische waterstofatomen. Door de hogere elektronegativiteit van het quaternaire stikstofatoom geven de methylgroepen daaraan een signaal bij 3,8. De methylgroepen aan het tertiaire stikstofatoom zijn verantwoordelijk voor het signaal bij 3.1 ppm.

## Geschiedenis
Voor neostigmine werd in 1931 een patent aangevraagd en 1933 toegekend. Neostigmine werdvoor het eerst gesynthetiseerd door Aeschlimann and en Reinert in 1931 en werd gepatenteerd door Aeschliman in 1933.